# Circondario del Berchtesgadener Land
Il circondario del Berchtesgadener Land è uno dei circondari dello stato tedesco della Baviera.
Fa parte del distretto governativo dell'Alta Baviera.

## Città e comuni
(Abitanti il 31 dicembre 2023)
| Comuni del circondario | Città 1. Bad Reichenhall, Grande città circondariale (19 087) 2. Freilassing (18 036) 3. Laufen (7 541) | Comuni 1. Ainring (10 002) 2. Anger (4 525) 3. Bayerisch Gmain (3 202) 4. Berchtesgaden (7 698) 5. Bischofswiesen (7 111) 6. Marktschellenberg (1 770) 7. Piding (5 464) 8. Ramsau b.Berchtesgaden (1 748) 9. Saaldorf-Surheim (5 600) 10. Schneizlreuth (1 394) 11. Schönau a.Königssee (5 706) 12. Teisendorf (9 431) |